# Neoleucochloridium holostomum
Neoleucochloridium holostomum är en plattmaskart. Neoleucochloridium holostomum ingår i släktet Neoleucochloridium och familjen Leucochloridiidae. Inga underarter finns listade i Catalogue of Life.